# Městský hřbitov v Jilemnici
Nový jilemnický hřbitov se nachází v obci Jilemnice ve Zvědavé uličce. Jeho rozloha činí 15 606 m² a je rozdělen na katolickou část, evangelickou část a urnový háj.

## Historie
Nejstarší jilemnické pohřebiště se patrně rozkládalo kolem tehdejšího kostela sv. Vavřince v samém centru obce. Další místa pohřbívání se rozkládala kolem kostelíku sv. Alžběty (u Jilemnického zámku) a kolem kostelíku Božího těla v Jilmu (zbořen v roce 1803, samotný hřbitov byl zrušen v roce 1811). Hřbitovy u kostela sv. Vavřince a u sv. Alžběty byly zrušeny výnosy Josefa II. Roku 1630 byl hlavní hřbitov přesunut ke kostelu sv. Kříže (první zmínka o tomto kostelu je z roku 1547, zbořen byl pak v roce 1787). Hřbitov sloužil až do roku 1811, kdy přestal kapacitně dostačovat pro rozvíjející se město. Od té doby chátral až do roku 2019, kdy byl při výstavbě nového kruhového objezdu revitalizován a upraven.
14. listopadu 1810 byl vysvěcen nový (pouze katolický) hřbitov za Zvědavou uličkou a již 18. listopadu sem byla pochována dvojčátka z Víchové nad Jizerou. Ohraničení hřbitova původně zajišťovaly hustě vysázené smrčky, avšak poté, co se jednou vznítily od svíčky, bylo přikročeno ke stavbě kamenné a cihelné zdi.
V roce 1863 vznikl v západním sousedství evangelický hřbitov a v roce 1929 byl zásluhou ředitele školy Antonínem Klimentou zřízen urnový háj (kde byl Klimenta na čestném místě jako první pohřben).

## Popis hřbitova
Hřbitov je rozdělen na tři části - katolickou, evangelickou a urnový háj. Katolické části dominuje Haklova pohřební kaple. Na západní straně nalezneme tři kaplové hrobky (Jeriova, Mládkova a bezejmenná).

## Významné hroby
- Haklova pohřební kaple - monumentální neorenesanční hrobka rodiny Haklovy na hřbitově v Jilemnici. Vznik hrobky inicioval úspěšný obchodník a veřejný činitel Jan Hakl (1835–1917), stavba byla realizována podle návrhu pražského architekta Štěpánka roku 1885.[4] Stala se inspirací Jaroslavu Havlíčkovi k pasáži o hrobce stavitele Kiliána, otce Štěpy, na samém začátku románu Petrolejové lampy.[5] Na malířské výzdobě hrobky se podíleli Adolf Liebscher a Josef Scheiwel. Sochu panny Marie uvnitř vytvořil Bernard Otto Seeling.Interiér Haklovy hrobky

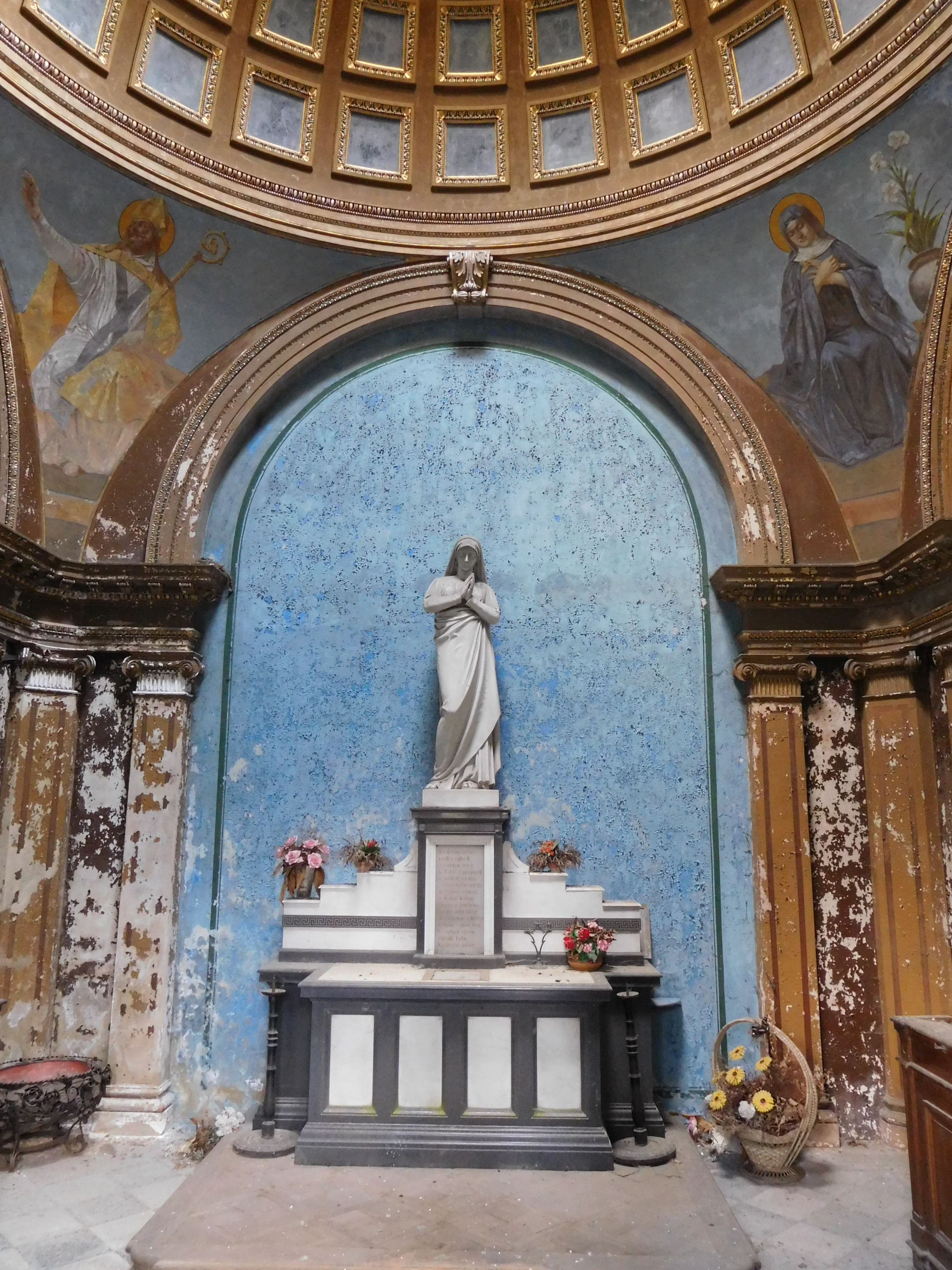
Interiér Haklovy hrobky

- Hrob Bohumila Hanče - Hrob připomínající tragickou smrt lyžaře Bohumila Hanče, který dle nápisu na mramorové desce, umístěné na náhrobním kameni, zahynul v průběhu 50 km dlouhého lyžařského závodu v Krkonoších, nalezneme na evangelickém hřbitově.[6]
- Hrob Jana Buchara - Místo věčného odpočinku řídícího učitele Jana Buchara, který je, dle nápisu v kartuši pod pamětní deskou s reliéfem lyžaře v telemarku, považován za tvůrce české turistiky, nalezneme u vstupu do urnového háje, nejzápadnějšího oddělení městského hřbitova.[7]

## Zde pohřbené osobnosti
- Jindřich Ambrož (1878–1955) - městský tajemník, pokračovatel Jana Buchara, stál u založení Horské služby a Krkonošského národního parku
- Jan Buchar (1859–1932) - řídící učitel, průkopník lyžování a horské turistiky
- JUDr. Karel Čermák (1866–1951) - starosta Jilemnice v letech 1912 až 1919, pokračoval v rozvoji města po F. X. Jeriem, v elektrifikaci města a ve spolupráci s Ottou hrabětem Harrachem zajistil dodávky potravin během 1. světové války
- MUDr. Jaroslav Feyfar (1866–1935) - lékař a amatérský fotograf, známý především snímky Krkonošských hor a života v Jilemnici
- Zdenko Feyfar (1913–2001) - fotograf, žák Jaromíra Funke

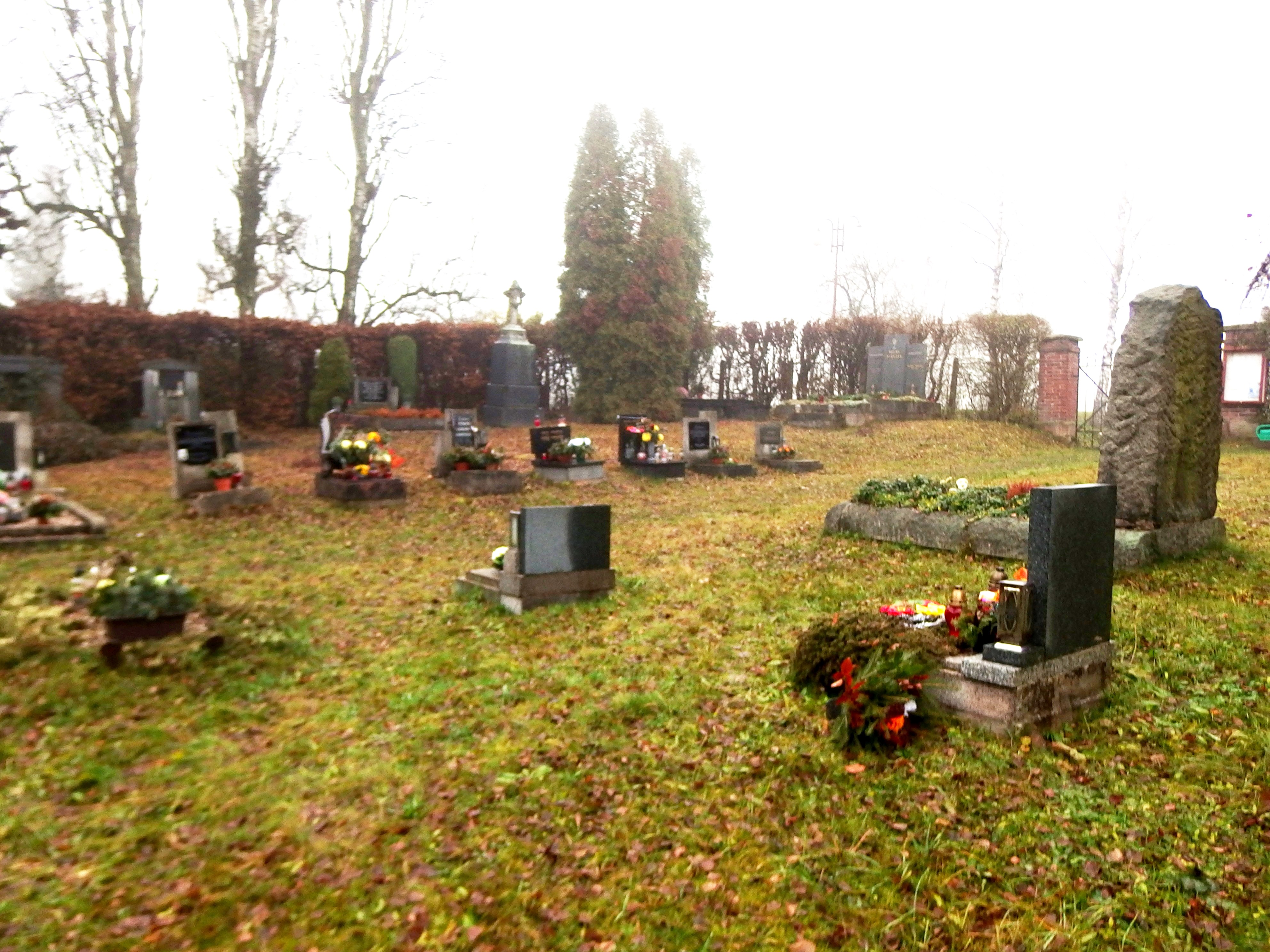
Evangelický hřbitov

- Evangelický hřbitovBohumil Hanč (1887–1913) - český sportovec, lyžař, běžec na lyžích, mistr Zemí Koruny České v běhu na lyžích na 50 km, tragicky zahynul při závodech na hřebenech Krkonoš
- Jaroslav Havlíček (1896–1943) - spisovatel, prozaik, autor Petrolejových lamp či románu Neviditelný
- Marie Havlíčková (1898–1995) - spisovatelka, manželka Jaroslava Havlíčka
- Zbyněk Havlíček (1922–1969) - básník, literární teoretik, psychoanalytik a překladatel, člen Spořilovských surrealistů
- Jaromír Horáček (1900–1976) - folklorista, spisovatel, vedl kroniku města Jilemnice v letech 1914 - 1919, sbíral krkonošské pohádky a pověsti
- František Xaver Jerie (1848–1913) - dlouholetý starosta Jilemnice, mecenáš, zasloužil se např. o vybudování občanské záložny, gymnázia, gravitačního vodovodu ze Žalého, železniční dráhy, muzea i o elektrifikaci.
- Josef Knobloch (1851–1924) - podnikatel, vyráběl sodovky a limonády, starosta obce Sokolské v Jilemnici, financoval stavbu městského chudobince
- Oldřich Kučera (1909–1945) - od roku 1941 farář v Trhové Kamenici, autor mše Missa Sancta, člen odbojové skupiny Rada tří - Jaro, 8. května 1945 brutálně zavražděn německými povstalci
- Jáchym Metelka (1853–1940) - učitel a ředitel jilemnické dívčí školy, zkonstruoval Metelkův mechanický betlém
- Stanislav Mach (1906–1975) - hudební skladatel a dirigent, komponoval mše

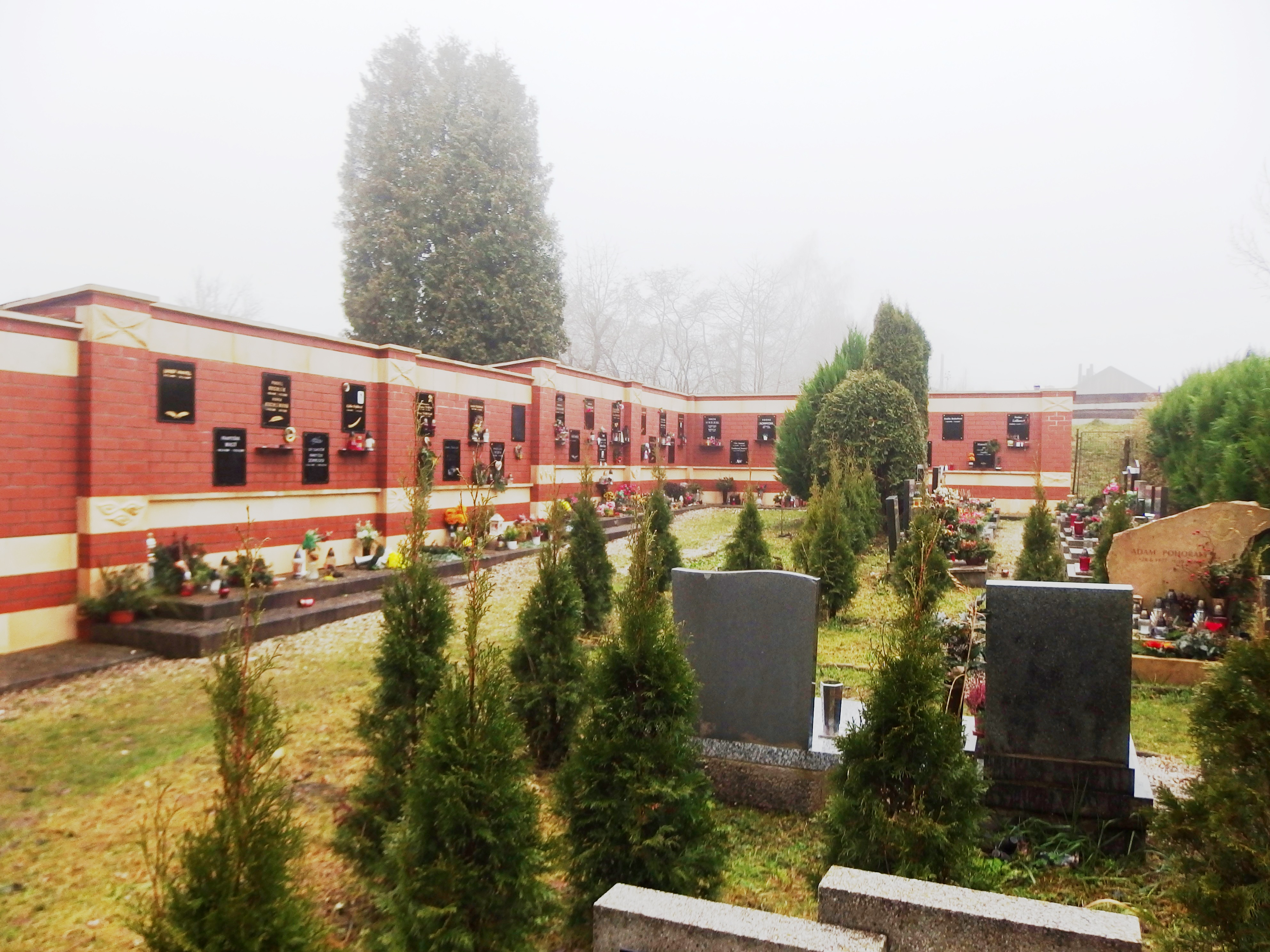
Urnový háj

- Urnový hájIvan Otto Mikšovič (1909–1987) - skaut, novinář, disident a spisovatel, zakladatel skautingu v Jilemnici, autor díla Měděný důl
- František Pošepný (1836–1895) - světoznámý český vědec, geolog, zakladatel ložiskové geologie
- Jan Weiss (1892–1972) - prozaik, autor fantastických a psychologických románů